# هارولد كوريا
هارولد كوريا (بالفرنسية: Harold Correa)‏ هو منافس ألعاب قوى فرنسي، ولد في 26 يونيو 1988 في ابيني-سور-سين في فرنسا.

## وصلات خارجية
- هارولد كوريا على موقع الاتحاد الدولي لألعاب القوى (الإنجليزية)
- هارولد كوريا على موقع الدوري الماسي (الإنجليزية)
- هارولد كوريا على موقع اللجنة الأولمبية الدولية (الإنجليزية)
- هارولد كوريا على موقع أوليمبيديا (الإنجليزية)
- هارولد كوريا على موقع اللجنة الأولمبية الفرنسية (مؤرشف) (الفرنسية)